# UCI Women's World Tour 2020

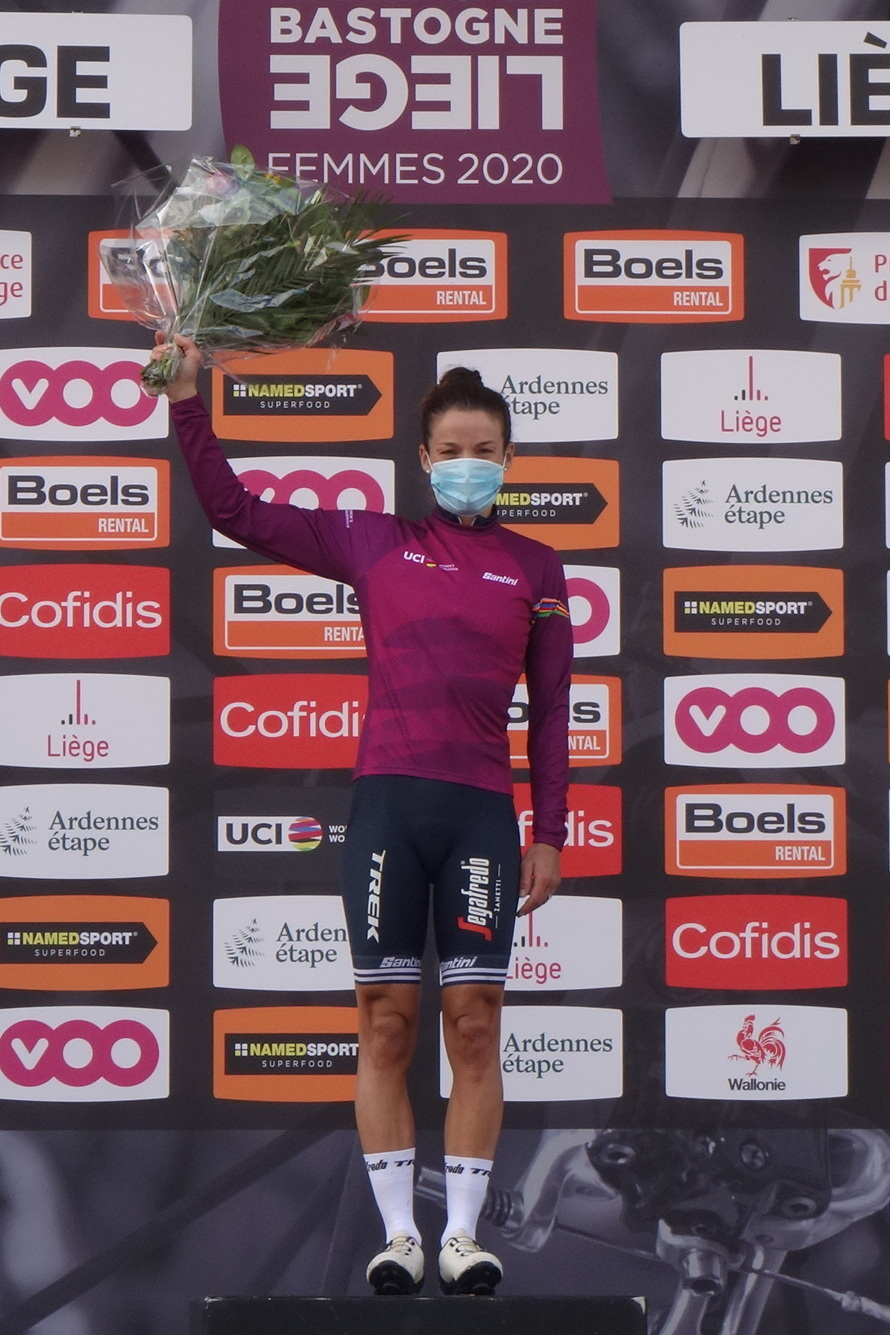
Lizzie Deignan in de paarse leiderstrui na haar overwinning in Luik-Bastenaken-Luik

De UCI Women's World Tour 2020 is de vijfde editie van deze internationale wielerwedstrijdcyclus voor vrouwen, georganiseerd door de UCI. De eerste Women's World Tour in 2016 verving de wereldbeker voor vrouwen, die tussen 1998 en 2015 bestond. Het niveau onder deze competitie is de UCI Women's ProSeries.

## Ploegen
De voorgaande jaren kregen de beste 15 ploegen automatisch startrecht in alle World Tourwedstrijden, echter zonder startplicht. Vanaf 2020 worden World Tourploegen ingevoerd met startrecht en -plicht. Tot 1 september 2019 hadden onderstaande acht ploegen zich hiervoor ingeschreven. In december 2019 zal de UCI bekendmaken welke ploegen deze status toegekend krijgen. Door het aflopende contract (na 2020) van beide sponsoren Boels en Dolmans van de gelijknamige ploeg, kan de ploeg niet de vereiste garantie tot 2024 geven en zal voor 2020 niet meedingen naar de World Tourlicentie.
- Alé BTC Ljubljana
- Canyon-SRAM
- CCC-Liv
- FDJ Nouvelle-Aquitaine Futuroscope
- Mitchelton-Scott
- Movistar Team
- Team Sunweb
- Trek-Segafredo

## Overzicht

### Wijzigingen door coronapandemie
In oktober 2019 werd de kalender voor 2020 gepresenteerd. De Prudential Ride London en Emakumeen Bira trokken zich terug uit de Women's World Tour en stonden niet meer op de kalender. De Ronde van Californië stond er aanvankelijk wel op, maar besloot eind 2019 om in 2020 geen editie te organiseren. De Cadel Evans Great Ocean Road Race trad toe tot de Women's World Tour als eerste Australische wedstrijd en was aanvankelijk de enige nieuwe koers op de kalender. Begin maart 2020 brak in Europa de Coronapandemie uit en werden alle wedstrijden voorlopig uitgesteld of afgelast. Zo besloten de Bevrijdingsronde van Drenthe, de Trofeo Alfredo Binda en de OVO Energy Women's Tour de editie van dit jaar te annuleren vanwege de coronapandemie.

### Vernieuwde kalender
De uitgestelde wedstrijden kregen een nieuwe datum op een herziene kalender. Ook Parijs-Roubaix, die niet op de oorspronkelijke kalender stond, kreeg voor het eerst een editie voor vrouwen op de hernieuwde kalender in het najaar. Na het opstellen van de nieuwe kalender werden de Zweedse koersen in Vårgårda, de Ronde van Noorwegen, de Boels Ladies Tour en de Chinese wedstrijden in Chongming en Guangxi alsnog geannuleerd. Ook de Amstel Gold Race en de eerste vrouweneditie van Parijs-Roubaix werden alsnog geannuleerd. De aangepaste kalender wordt hieronder getoond:
| Datum           | Wedstrijd                          | Winnares                    | Ploeg            | Leidster             |
| --------------- | ---------------------------------- | --------------------------- | ---------------- | -------------------- |
| 1 februari      | Cadel Evans Great Ocean Road Race  | Liane Lippert               | Team Sunweb      | Liane Lippert        |
| geannuleerd     | Bevrijdingsronde van Drenthe       | geannuleerd                 | geannuleerd      | Liane Lippert        |
| geannuleerd     | Trofeo Alfredo Binda               | geannuleerd                 | geannuleerd      | Liane Lippert        |
| geannuleerd     | Amgen Tour of California           | geannuleerd                 | geannuleerd      | Liane Lippert        |
| geannuleerd     | OVO Energy Women's Tour            | geannuleerd                 | geannuleerd      | Liane Lippert        |
| geannuleerd     | Postnord Vårgårda WestSweden (TTT) | geannuleerd                 | geannuleerd      | Liane Lippert        |
| geannuleerd     | Postnord Vårgårda WestSweden       | geannuleerd                 | geannuleerd      | Liane Lippert        |
| geannuleerd     | Ladies Tour of Norway              | geannuleerd                 | geannuleerd      | Liane Lippert        |
| geannuleerd     | Boels Ladies Tour                  | geannuleerd                 | geannuleerd      | Liane Lippert        |
| geannuleerd     | Amstel Gold Race                   | geannuleerd                 | geannuleerd      | Liane Lippert        |
| geannuleerd     | Parijs-Roubaix                     | geannuleerd                 | geannuleerd      | Liane Lippert        |
| geannuleerd     | Tour of Chongming Island           | geannuleerd                 | geannuleerd      | Liane Lippert        |
| geannuleerd     | Ronde van Guangxi                  | geannuleerd                 | geannuleerd      | Liane Lippert        |
| 1 augustus      | Strade Bianche                     | Annemiek van Vleuten        | Mitchelton-Scott | Liane Lippert        |
| 25 augustus     | GP de Plouay-Bretagne              | Lizzie Deignan              | Trek-Segafredo   | Liane Lippert        |
| 29 augustus     | La Course by Le Tour de France     | Lizzie Deignan              | Trek-Segafredo   | Lizzie Deignan       |
| 11-19 september | Giro d'Italia Int. Femminile       | Anna van der Breggen        | Boels Dolmans    | Lizzie Deignan       |
| 30 september    | Waalse Pijl                        | Anna van der Breggen        | Boels Dolmans    | Anna van der Breggen |
| 4 oktober       | Luik-Bastenaken-Luik               | Lizzie Deignan              | Trek-Segafredo   | Lizzie Deignan       |
| 11 oktober      | Gent–Wevelgem in Flanders Field    | Jolien D'Hoore              | Boels Dolmans    | Lizzie Deignan       |
| 18 oktober      | Ronde van Vlaanderen               | Chantal van den Broek-Blaak | Boels Dolmans    | Lizzie Deignan       |
| 20 oktober      | Driedaagse Brugge-De Panne         | Lorena Wiebes               | Team Sunweb      | Lizzie Deignan       |
| 6-8 november    | La Madrid Challenge by La Vuelta   | Lisa Brennauer              | Ceratizit-WNT    | Lizzie Deignan       |

## Puntentelling

Leiderstrui in Women's World Tour

Jongerentrui Women's World Tour

### Individueel klassement
De nummers één tot en met veertig behalen punten in zowel de eendagskoersen als voor het eindklassement in de etappewedstrijden.
| Plaats | 1e  | 2e  | 3e  | 4e  | 5e  | 6e  | 7e  | 8e  | 9e | 10e | 11e | 12e | 13e | 14e | 15e | 16e t/m 20e | 21e t/m 30e | 31e t/m 40e |
| Punten | 400 | 320 | 260 | 220 | 180 | 140 | 120 | 100 | 80 | 68  | 56  | 48  | 40  | 32  | 28  | 24          | 16          | 8           |

In de meerdaagse rittenkoersen zijn per etappe de volgende punten te behalen. De punten voor ploegentijdritten worden gelijk verdeeld onder de deelnemers van de ploeg en afgerond op een honderdste punt. Ook krijgt de draagster van de leiderstrui per etappe 8 punten.
| Plaats | 1e | 2e | 3e | 4e | 5e | 6e | 7e | 8e | 9e | 10e |
| Punten | 50 | 40 | 30 | 25 | 20 | 18 | 15 | 10 | 8  | 6   |

Als twee rensters evenveel punten hebben gehaald, wordt degene met het hoogste aantal overwinningen in een eindklassement (dus niet in etappes) hoger geplaatst in het klassement. Als ook dat geen verschil kan maken, zal het aantal tweede plaatsen beslissen. Als ook dit gelijks is, doet het aantal derde plaatsen dat, et cetera. Als de rest van de posities nog steeds geen betere kan onderscheiden, zal de renster met de hoogste positie in het eindklassement van de laatst gereden WorldTourkoers hoger geplaatst worden.

### Jongerenklassement
Elke wedstrijd behalen de eerste drie jongeren (onder 23 jaar aan het begin van het seizoen) respectievelijk 6, 4 en 2 punten.

### Ploegenklassement
Per ploeg worden de punten van alle rensters opgeteld. De punten voor ploegentijdritten worden uiteraard als één resultaat meegeteld, in plaats van de punten die iedere renster ervoor heeft gekregen maal het aantal rensters (waarbij het kan zijn dat het totaal geen heel getal is).

## Eindklassementen
| №  | Individueel klassement | Punten   |
| -- | ---------------------- | -------- |
|    | Elizabeth Deignan      | 1.622,33 |
|    | Elisa Longo Borghini   | 1.567,33 |
|    | Lisa Brennauer         | 1.424,67 |
| 4  | Anna van der Breggen   | 1.221,67 |
| 5  | Lotte Kopecky          | 1.050,00 |
| 6  | Marianne Vos           | 974,50   |
| 7  | Annemiek van Vleuten   | 942,00   |
| 8  | Demi Vollering         | 856,00   |
| 9  | Liane Lippert          | 838,33   |
| 10 | Cecilie Uttrup Ludwig  | 832,00   |

| № | Jongerenklassement (-23) | Punten |
| - | ------------------------ | ------ |
|   | Liane Lippert            | 28     |
|   | Mikayla Harvey           | 22     |
|   | Lorena Wiebes            | 16     |
| 4 | Marta Cavalli            | 14     |
| 5 | Juliette Labous          | 8      |
| 5 | Elisa Balsamo            | 8      |
| 7 | Chiara Consonni          | 6      |
| 7 | Vittoria Guazzini        | 6      |
| 9 | Maaike Boogaard          | 4      |
| 9 | Lonneke Uneken           | 4      |
| 9 | Évita Muzic              | 4      |
| 9 | Ella Harris              | 4      |

| №  | Ploegenklassement                  | Punten   |
| -- | ---------------------------------- | -------- |
|    | Trek-Segafredo                     | 4.380,98 |
|    | Boels Dolmans                      | 3.177,02 |
|    | Team Sunweb                        | 2.876,98 |
| 4  | Mitchelton-Scott                   | 2.601,00 |
| 5  | CCC-Liv                            | 2.137,00 |
| 6  | Canyon-SRAM                        | 1.961,00 |
| 7  | Ceratizit-WNT                      | 1.908,02 |
| 8  | Paule Ka                           | 1.648,02 |
| 9  | FDJ Nouvelle-Aquitaine Futuroscope | 1.558,00 |
| 10 | Lotto Soudal Ladies                | 1.326,00 |

 Cadel Evans Great Ocean Road Race ·
 Strade Bianche ·
 GP de Plouay ·
 La Course by Le Tour de France ·
 Ronde van Italië voor vrouwen ·
 Waalse Pijl ·
 Luik-Bastenaken-Luik ·
 Gent-Wevelgem ·
 Ronde van Vlaanderen ·
 Driedaagse Brugge-De Panne ·
 La Madrid Challenge by La Vuelta ·
 Bevrijdingsronde van Drenthe ·
 Trofeo Alfredo Binda-Comune di Cittiglio ·
 Ronde van Californië ·
 OVO Energy Women's Tour ·
 Ronde van Noorwegen ·
 PostNord Vårgårda WestSweden ·
 Boels Ladies Tour ·
 Amstel Gold Race
 Parijs-Roubaix ·
 Ronde van Guangxi ·
 Ronde van Chongming ·
World Cup:
1998 · 
1999 · 
2000 · 
2001 · 
2002 · 
2003 · 
2004 · 
2005 · 
2006 · 
2007 · 
2008 · 
2009 · 
2010 · 
2011 · 
2012 · 
2013 · 
2014 · 
2015
World Tour:
2016 · 
2017 · 
2018 · 
2019 · 
2020 · 
2021 ·
2022 ·
2023 ·
2024 ·
2025
Huidige koersen:
Tour Down Under · Cadel Evans Great Ocean Road Race · Ronde van de Verenigde Arabische Emiraten · Omloop Het Nieuwsblad · Strade Bianche · Ronde van Drenthe · Trofeo Alfredo Binda · Classic Brugge-De Panne · Gent-Wevelgem · Ronde van Vlaanderen · Parijs-Roubaix · Amstel Gold Race · Waalse Pijl · Luik-Bastenaken-Luik · Ronde van Chongming · Ronde van het Baskenland · Ronde van Burgos · RideLondon Classique · The Women's Tour · Ronde van Zwitserland · Copenhagen Sprint · Giro Donne · Tour de France Femmes · Ronde van Scandinavië · Classic Lorient Agglomération · Simac Ladies Tour · La Vuelta Femenina · Ronde van Romandië · Ronde van Guangxi
Voormalige koersen:
Philadelphia Cycling Classic · Ronde van Californië · Emakumeen Bira · La Course by Le Tour de France · Open de Suède Vårgårda